# Sveriges konsulat
Sveriges konsulat är numera antingen generalkonsulat, där avlönad personal finns, eller honorärkonsulat (eller honorära generalkonsulat), där personalen inte får lön, eftersom det betraktas som ett hedersuppdrag. De senare utför i regel konsulatuppdraget vid sidan om sitt ordinarie arbete. Andra representationer finns.
En lista över Sveriges konsulat finns hos Utrikesdepartementet. I knappt hälften av världens länder har Sverige en ambassad i landet. I flertalet av de övriga länderna har Sverige ett konsulat, varav några är generalkonsulat.

## Länder
Lista över länder där Sverige har konsulat men inte ambassader.

### Länder som Sverige inte har diplomatiska förbindelser med
- Kiribati
- Nauru
- Tuvalu

### Länder utan svensk representation
För dessa länder hänvisar UD till en ambassad i ett annat land eller till Stockholm.
| - Andorra - Armenien - Bhutan - Ekvatorialguinea - Komorerna - Kuwait | - Lesotho - Malawi - Marshallöarna - Mikronesiska federationen - Palau | - Qatar - Saint Kitts och Nevis - Saint Vincent och Grenadinerna - San Marino - São Tomé och Príncipe | - Somalia - Swaziland - Turkmenistan - Vatikanstaten - Östtimor |

### Länder där Sverige är representerat av ett honorärkonsulat, men inget generalkonsulat eller ambassad
| - Bahamas - Barbados - Belize - Benin - Bermuda - Bolivia - Brunei - Burkina Faso - Centralafrikanska republiken - Costa Rica - Djibouti - Dominica - Dominikanska republiken - Ecuador - El Salvador - Eritrea - Fiji - Filippinerna - Gabon | - Gambia - Georgien - Ghana - Grenada - Guinea - Guinea-Bissau - Guyana - Haiti - Honduras - Jamaica - Jemen - Kambodja - Kamerun - Kap Verde - Kazakstan - Kirgizistan - Kongo-Brazzaville - Libanon - Liberia | - Libyen - Liechtenstein - Madagaskar - Maldiverna - Mali - Malta - Mauretanien - Mauritius - Moldavien - Monaco - Mongoliet - Myanmar - Nepal - Niger - Nya Zeeland - Oman - Panama - Papua Nya Guinea - Paraguay | - Peru - Rwanda - Saint Lucia - Salomonöarna - Samoa - Seychellerna - Sierra Leone - Surinam - Tchad - Togo - Tonga - Trinidad och Tobago - Tunisien - Uruguay - Uzbekistan - Vanuatu - Venezuela - Vitryssland |

### Stater/områden där Sverige är representerat av ett generalkonsulat men ingen ambassad
- Belgien
- Palestina
- Hongkong (Kina)

### Länder där Sverige är representerat av såväl ett generalkonsulat som en ambassad
- Ryssland Sankt Petersburg (generalkonsulat) och Moskva (ambassad)
- Turkiet Istanbul (generalkonsulat) och Ankara (ambassad)
- Finland Mariehamn (generalkonsulat) och Helsingfors (ambassad)
- USA New York (generalkonsulat) och Washington, D.C. (ambassad)
- Kina Shanghai (generalkonsulat) och Beijing, (ambassad)

### Sverige har även konsulat på följande platser som inte är stater men ändå är placerade under egen rubrik hos UD
- Aruba
- Gibraltar
- Jerusalem
- Nederländska Antillerna

I övriga länder har Sverige en ambassad.